# Cellular and Molecular Neurobiology
Cellular and Molecular Neurobiology is een internationaal, aan collegiale toetsing onderworpen wetenschappelijk tijdschrift op het gebied van de celbiologie en de neurologie. De naam wordt in literatuurverwijzingen meestal afgekort tot Cell. Mol. Neurobiol. Het wordt uitgegeven door Springer Science+Business Media en verschijnt 8 keer per jaar.